# Liste des gares de la wilaya d'El Tarf
La liste des gares de la wilaya d'El Tarf est une liste des gares ferroviaires situées dans la wilaya d'El Tarf, en Algérie.

## Gares ferroviaires dans la wilaya
La wilaya d'El Tarf compte quatre gares. Elles sont exploitées par la Société nationale des transports ferroviaires (SNTF).
| Gare                     | Commune          | Lignes              |
| ------------------------ | ---------------- | ------------------- |
| Gare de Chebaita Mokhtar | Chebaita Mokhtar | Annaba à Djebel Onk |
| Gare de Chihani Bachir   | Chihani          | Annaba à Djebel Onk |
| Gare de Dréan            | Dréan            | Annaba à Djebel Onk |
| Gare de Regouche Ahmed   | Chihani          | Annaba à Djebel Onk |

| \| Dréan Chebaita Mokhtar Chihani Bachir Regouche Ahmed El Tarf \| Localisation des gares de la wilaya d'El Tarf |
| Dréan Chebaita Mokhtar Chihani Bachir Regouche Ahmed El Tarf                                                     |

## Lignes ferroviaires dans la wilaya
La wilaya est traversée par une ligne : la ligne d'Annaba à Djebel Onk.